# Duey Alto
Duey Alto es un barrio ubicado en el municipio de San Germán en el estado libre asociado de Puerto Rico. En el Censo de 2010 tenía una población de 1350 habitantes y una densidad poblacional de 257,91 personas por km².

## Geografía
Duey Alto se encuentra ubicado en las coordenadas 18°7′58″N 67°3′50″O / 18.13278, -67.06389. Según la Oficina del Censo de los Estados Unidos, Duey Alto tiene una superficie total de 5.23 km², que corresponden a tierra firme.

## Demografía
Según el censo de 2010, había 1350 personas residiendo en Duey Alto. La densidad de población era de 257,91 hab./km². De los 1350 habitantes, Duey Alto estaba compuesto por el 81.85% blancos, el 5.04% eran afroamericanos, el 3.04% eran amerindios, el 0.15% eran asiáticos, el 7.56% eran de otras razas y el 2.37% pertenecían a dos o más razas. Del total de la población el 99.48% eran hispanos o latinos de cualquier raza.